# دستور سويسرا
دستور سويسرا الفدرالية (بالألمانية:Bundesverfassung der Schweizerischen Eidgenossenschaft، بالفرنسية:Constitution de la Suisse) هو القانون الذي تسير وفقه فدرالية سويسرا، وقد تم اعتماده سنة 1848 وتمت مراجعته وتعديله مرتين، الأولى كانت سنة 1874 والأخيرة في 18 أبريل 1999 ويعتبر من أكثر الدساتير ديمقراطيةً وشفافيةً ودقةً في التعبير عن حاجيات ومتطلبات شعب سويسرا وحقوقه وواجباته. ويعتبر مرجعاً لكل دساتير العالم.